# 광주광역시-전라남도 행정 통합

광주광역시와 전라남도

광주광역시-전라남도 행정 통합은 광주광역시, 전라남도를 통합하는 행정 사업이다. 이 사업은 2020년대 지방 소멸론이 대한민국에서 대두하면서 각 지역별로 광역시와 도를 통합하려는 광역화 움직임이 유행하면서 시작되었다. 광주광역시, 전라남도, 전북특별자치도를 하나로 합치자는 행정 통합과도 궤를 같이 한다. 2025년 기준, 현재 해당 통합 사업은 전라남도와 광주광역시의 입장 차이로 진전을 보이지 못하고 있다. 

## 배경

### 지방의 위기
2020년대의 대한민국은 지방 소멸, 저성장, 인구감소, 신규 사업 부재 등 선진국이 겪는 문제에 당면해있다. 특히 수도권과 달리 기반 시설, 인구, 산업 시설 및 유치 기업이 상대적으로 부족한 지방은 이러한 문제를 경험하고 있고, 이를 해결하기 위해서 다양한 행정 논의를 펼치고 있다. 1986년 광주군이 광주직할시로 승격되고, 1995년 광주광역시로 명칭이 변경되면서 전라남도 광주군이 아닌, 광주광역시로 거듭나게 되었다. 그러나 여전히 광주광역시와 전라남도는 긴밀한 관계를 유지하고 있다. 특히 광주광역시와 지리적으로 가까운 전라남도 담양군, 장성군, 화순군, 나주시는 광주생활권에 속한다.

## 과정

### 광주전남 행정통합 논의
광주전남 행정통합에 대한 논의는 오랜전부터 시작되어왔다. 2020년 이용섭 광주시장은 광주전남 행정통합을 제안하며, 전라남도에 행정통합에 대해서 논의를 제안하였다. 특히 이용섭 시장의 후임인 강기정 시장 및 김영록 전남지사 모두 행정통합에 있어서, 경제적 협력 및 경제 통합이 우선되야 한다고 합의점을 찾았다.
2020년 전남-광주 행정 통합 제안 당시에 광주시는 1단계 상생발전협력, 2단계 경제통합, 3단계 행정통합으로 이어지는 방안을 제시했지만, 통합에 필수적인 특별법 제정에 대한 세부적 계획도 없이 흐지부지됐다. 그리고 행정통합에 부정적인 입장인 전라남도와, 행정통합에 대한 광주광역시의 의지가 부족하다는 점이 지적되었으며, 다른 시도에 비해서 별다른 추진을 하지 않는다는 비판도 받았다.

## 예상 효과
행정 통합의 장점은 다음과 같다. 우선 행정 효율성이 증대된다. 그리고 통합 예산으로 인한 재정 절감 효과와, 지역 경쟁력을 강화할 수 있다. 그리고 행정 통합으로 인해 주민들의 행정 서비스에 대한 편의성이 증대될 수 있으며, 무엇보다도 지역 간 격차 완화 및 지역 균형 발전이 시작될 수 있다. 이러한 지역 통합이 적절하게 실행된다면, 행정 최소화와 재정 절감, 그리고 지역 경쟁력 강화라는 유의미한 결과를 얻을 수 있다. 특히 수도권 과밀화 극복과 국토균형발전 실현, 경제적 효율성 향상의 규모 경제 가능, 주민편의성과 행정의 책임성 향상은 행정 통합의 주된 이유이다.

## 관련

### 광주전남 혁신도시
2020년, 광주광역시와 전라남도는 전라남도 나주시에 광주 전남 공동혁신 도시 개발에 합의한다. 이는 한국전력공사, 한국전력거래소 등 에너지 관련 공기업을 나주시에 유치하고, 한국에너지공과대학교 설립을 통해서 산업, 학교, 연구기관을 모두 갖는 지방도시를 육성한다는 목표를 세웠다. 미래 혁신산업 성장주도특화발전, 상생발전 거점화, 쾌적하고 안전한 정주환경 조성, 현재와 미래, 융복합 스마트시티 구축미래형 창의인재 양성이라는 목표를 갖고 출범하였다.

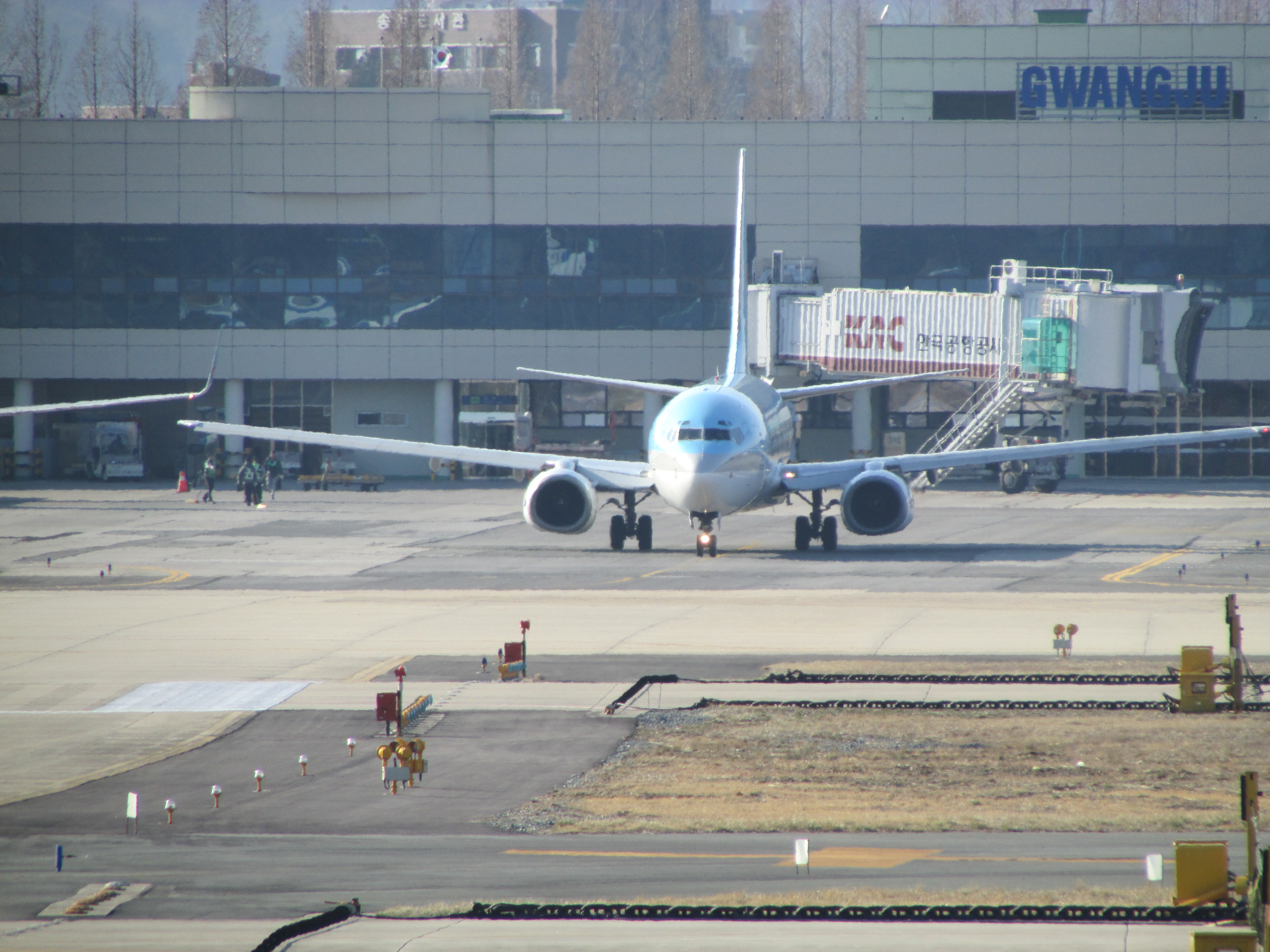
광주공항

## 같이 보기
비슷한 행정 통합 사례
- 창원시
- 청주시
- 울산광역시

비슷한 행정 통합 추진 사업
- 부울경 메가시티
- 대구광역시-경상북도 통합
- 충청권 통합